# الخوف عند الأطفال
الخوف عند الأطفال هو شعور من عدم الارتياح، يصيب الطفل كردّ فعل مفهوم لتعرض الطفل لتغيير ما أو حدث مؤثر يتعرض له الطفل، ومن الطبيعي أن يشعر الطفل بالخوف أو القلق من وقت لآخر، مثل بداية دخول الطفل للحضانة أو المدرسة، وكذلك الانتقال لمنزل جديد.
إلا أن هناك بعض الأطفال الذين يؤثر القلق على سلوكهم وأفكارهم بشكل يومي، سواء في الدراسة أو المنزل، وحتى الحياة الاجتماعية، حيث يشعر هؤلاء الأطفال بالقلق من مواقف مختلفة وأمور عديدة، وليس تجاه موقف واحد، كما أن هؤلاء الأطفال يشعرون بالقلق والخوف معظم الوقت بدون سبب محدد، وهذا هو القلق الذي يستدعي استشارة متخصص لوضع خطة مناسبة لـ علاج الخوف عند الأطفال أو ما يعرف باضطراب القلق في مرحلة الطفولة.
من المهم أن نفهم ما هو الخوف الطبيعي ومتى يتطلب الخوف منا اهتماما اضافيا حتى نتمكن من مساعدة الأطفال الذين يشعرون به.

## أعراض الخوف عند الأطفال
تتوافق التصرفات التي تنم عن الخوف مع معاناة جسدية أو عاطفية أو ذهنية. قد يقمع بعض الأطفال انزعاجهم العاطفي أو الذهني، لكن الأهل الأذكياء يستطيعون ان يكتشفوا عدم رضا طفلهم من خلال مراقبة الأعراض الجسدية والسلوكية.
الأعراض الجسدية:
·       اضطرابات النوم.
·       اضطرابات الجهاز الهضمي.
·       اضطرابات الطعام.
·       الإنهاك.
·       مشاكل التنفس (مثل الربو).
·       آلام الرأس وألم الرأس النصفي (الشقيقة).
الأعراض العاطفية والذهنية:
·       الخوف
·       التأثر
·       قلة الثقة بالنفس
·       الشعور بالعزل
·       الارتباك وعدم القدرة على التركيز
·       اليأس
·       الغضب
·       الحزن
·       الشعور بالذنب
الأعراض السلوكية:
·       الانكفاء على الذات
·       النتائج المدرسية المتدنية
·       العدائية
·       الإجفال السريع
·       تجنب الخروج من البيت والحاجة الدائمة للاحتماء بشيء ما
·       النوم في سرير الأهل

### أسباب مخاوف الأطفال
هنالك فئتان من الأسباب التي تثير المخاوف لدى الأطفال:
1-   الأسباب المكتسبة: أي التنشئة التي يتّبعها الأهل فتؤثر على ثقة الطفل بنفسه، والبيئة التي يوفرونها له وانعكاسات هذه البيئة عليه.
2-  الأسباب الفطرية: أي التكوين الجيني للطفل وطبيعة نموّه اللذان يؤثران على مدى استعداده لأن يخاف وأن يكون دائم القلق.

## علاج الخوف
يعتمد مستوى خوف الطفل على درجة القلق الذي يُعاني منه، وعلى تجاربه الماضية، وعلى مدى خياله. فعندما يلاحظ الأهل ظهور علامات الخوف عند طفلهم عليهم إعطاء الطفل المزيد من الوقت، وأن يُحاولوا قدر الإمكان تجنُّبَ الأحداث والمواقف التي يُمكن أن تُثيرَ هذه المخاوف. وهذا يساعد الطفل على التغلب على مخاوفه بعدَ مرور عدَّة أشهر.
وعلى الوالدين أيضا تجنُّب إلقاء المحاضرات على الطفل.
بالإضافة إلى ذلك، يجب على الوالدين:
- تقبُّل حقيقة مخاوف الطفل على أنهَّا شيءٌ منطقي.
- تقديم الدعم له عندما يكون خائفاً.
- اتِّباع سياسة تحليل الموقف وأن يستخدموا الكلمات المُطمئنَة للطفل.
- يجب أن يعلمَ الوالدان أنَّ بعضَ المخاوف جيِّدة، حيث يجب أن يكونَ لدى الطفل حذرٌ صحِّي، فقد يكون الناسُ الغرباء خطيرين.
- تعليم الطفل كيفيَّة مواجهة المخاوف، حيث يستطيع الأطفالُ تعلُّمَ مهارات سلوكية تجعلهم يشعرون أنَّهم يستطيعون التحكُّمَ بشكلٍ أكبر بمخاوفهم. يُمكن تعليمُ الطفل أن يأخذَ نفساً عميقاً، أو أن يستخدمَ خياله لتحويل الشبح المخيف إلى شبح مُضحِك، أو أن يضع الطفلُ كشَّافاً بجانب سريره ويُشعله عندما تُطفأ الأنوار.[9]